# Pratt & Whitney J75
Pratt & Whitney J75 (цивільне позначення: JT4A) — це осьовий турбореактивний двигун, який вперше піднявся в повітря у 1955 році. Мав двокотушечну конструкцію з класом тяги 17 000 фунт-сил (76 кН) J75, по суті, була старшим братом Pratt & Whitney J57 (JT3C). Був відомий на цивільній службі як JT4A, а в різних стаціонарних використаннях як GG4 і FT4.

## Дизайн і розробка
У військових цілях J75 використовувався на Convair F-106 Delta Dart, Lockheed U-2 і Republic F-105 Thunderchief. Він також використовувався в прототипі та експериментальному Avro Canada CF-105 Arrow, Lockheed A-12, Martin P6M SeaMaster, North American F-107 і Vought XF8U-3 Crusader III.